# マリア・クルチオ
マリア・クルチオ (Maria Curcio, 1918年8月27日 – 2009年3月30日)は、イタリア出身のピアノ教師。

## 経歴
イタリア人の父親とフェルッチョ・ブゾーニ門下でユダヤ系ブラジル人の母親のもとで、ナポリで生まれた。3歳でピアノをはじめ、７歳でベニート・ムッソリーニの前で演奏する機会を得たが、クルチオはその機会を拒絶している。母親はクルチオの家庭教師を買って出て、さらなるピアノの練習を課したが、ピアノ演奏の契約が数多く舞い込んだことにより、年頃の子供としての幸せは得られなかった。オットリーノ・レスピーギは、そんな彼女のもとを訪れ、レスピーギの自邸でのリサイタルを行わせている。彼女の母親は、さらにアルフレード・カゼッラやカルロ・ゼッキのもとにクルチオを通わせ、パリのナディア・ブーランジェの指導も受けさせた。15歳の時には、アルトゥル・シュナーベルのところに弟子入りしたが、このとき、渋るシュナーベルを息子のカール・ウルリヒが説得に当たったという。このとき、カール・ウルリヒは、「私が出会った中でも特に偉大な才能の一つ」としてシュナーベルに紹介している。シュナーベルは、演奏旅行に彼女を連れていき、フリッツ・ブッシュにも引き合わせてレッスンを受けさせていた。 
1939年にロンドンでデビュー公演を行ったが、第二次世界大戦勃発の際にはアムステルダムにおり、シュナーベルの秘書だったペーター・ディアマンの後援でコンサート活動を続けていた。1940年にオランダにおける戦いでナチス・ドイツがユダヤ人による演奏活動を禁止するようになってからは、ユダヤ人排斥への抗議として一切の演奏依頼を断るようになった。ディアマンがオランダの強制収容所に入れられてからは、ナチスから逃れるために窮屈な場所を転々として窮乏生活を送った。 そのために、栄養失調から結核にかかり、演奏はおろか歩行まで困難な状況に陥り、戦後の演奏活動の困難に影響することとなった。 戦後、1948年にディアマンと結婚したが、療養生活を余儀なくされ、彼女との共演を切望したヴィルヘルム・フルトヴェングラーは、彼女の容態のために彼が亡くなるまで共演することが適わなかった。 その後は、ベンジャミン・ブリテン、カルロ・マリア・ジュリーニ、シモン・ゴールドベルク、オットー・クレンペラー、ヨーゼフ・クリップス、ピエール・モントゥーやエリザベート・シュヴァルツコップらと共演する機会に恵まれたが、1963年に演奏活動から引退し、クリップスの要請でネーデルランド歌劇場の歌唱コーチの職を受け入れてピアノ教師として生活するようになった。
ディアマンがエディンバラ音楽祭の監督として招聘されてからは、イギリスで暮らすようになり、1966年にはリーズ国際ピアノ・コンクールの審査員を務めた。また、ロンドンの王立音楽院やロンドン大学の客員教授を務め、個人的にクリフォード・カーゾンやブリテンらと演奏に興じていた。
1971年にはディアマンと離婚し、マレーネ・ディートリヒと交際するようになった。晩年はポルトガルのポルトに居を構え、同地で没した。
ピアノ教師として高名で、弟子にはマルタ・アルゲリッチ、ラドゥ・ルプ、内田光子やアンソニー・ゴールドストーンなど、枚挙にいとまがない。

## Students
- Pierre-Laurent Aimard [4]
- Martha Argerich [1][4]
- Douglas Ashley [6]
- Thomas Bartlett[7]
- Peter Bithell
- Michel Block [8]
- Evelyne Brancart
- Angela Brownridge [9][10]
- Myung-whun Chung [4]
- Rae de Lisle
- Simone Dinnerstein
- Barry Douglas [1][4]
- Christopher Elton
- José Feghali [4]
- Leon Fleisher [4]
- Claude Frank [4]
- Peter Frankl [4]
- Franz Glazer [8]
- Anthony Goldstone [4]
- Suzanne Goyette
- Albert Guinovart
- Sam Haywood [11]
- Jean-François Heisser [12]
- Ian Hobson [4]
- Niel Immelman
- Terence Judd [4]
- Angela Kim [13]
- Vedat Kosal
- Dalia Lazar (her last student)
- Eric Le Sage
- Radu Lupu [1][4]
- Rafael Orozco [4]
- Alfredo Perl [1]
- Matti Raekallio
- Matthew Schellhorn
- Ignat Solzhenitsyn [1]
- Yevgeny Sudbin
- Sergio Tiempo
- Hugh Tinney [4]
- Geoffrey Tozer [4]
- Dame Mitsuko Uchida.[1][4]
- Douglas Weeks [14]